# مائوریسیو سالس
مائوریسیو سالس (به پرتغالی: Mauricio Salles de Alencar) مهاجم اهل برزیل است که در شهر سالوادور و در تاریخ ۱ مارس ۱۹۷۸ به دنیا آمده‌است.
مائوریسیو سالس در تیم‌های فوتبال Vitória سابقهٔ حضور دارد.